# Voljevica
Voljevica är en ort i Bosnien och Hercegovina.   Den ligger i entiteten Republika Srpska, i den östra delen av landet, 90 km öster om huvudstaden Sarajevo. Voljevica ligger 181 meter över havet och antalet invånare är 481.
Terrängen runt Voljevica är huvudsakligen kuperad. Voljevica ligger nere i en dal. Närmaste större samhälle är Bratunac, 4,0 km väster om Voljevica. 
Omgivningarna runt Voljevica är en mosaik av jordbruksmark och naturlig växtlighet. Runt Voljevica är det ganska tätbefolkat, med 83 invånare per kvadratkilometer.